# 月虹-GEKKOH-
「月虹-GEKKOH-」（ゲッコウ）は、1999年9月22日にリリースされたthe end of genesis T.M.R.evolution turbo type Dの2枚目のシングル。発売元はアンティノスレコード。

## 概要
- 月をテーマにした楽曲。累計売上は17.6万枚（オリコン調べ）を記録した[1]。
- 前作「陽炎-KAGEROH-」では15万枚限定生産、テレビ出演を一切しない等の制限を設けたが、今作は制限を若干緩和。テレビ出演はするものの演奏されるのは全て3曲目のショートバージョンであり、シングルを買って初めてロングバージョンが聞けるという形になった。なお、今回の制限はテレビに限らず、ラジオ等でも同様の形でオンエアされた。
- ショートバージョンはプロモーションのために編集し制作されたものであるため、アルバム『Suite Season』リリース以降は「月虹-GEKKOH-」のみの表記でLong Versionを示しタイトル曲とするのが慣例となっている。
- C/W曲は前作「陽炎-KAGEROH-」を元にしたInstrumental。

## 収録曲
全曲作詞：井上秋緒　作曲・編曲：浅倉大介
1. 月虹-GEKKOH- Long Version
出版社：ソニー・ミュージックアーティスツ
2. Prologue〜KAGEROH〜Chapter#01
出版社：ソニー・ミュージックアーティスツ
3. 月虹-GEKKOH-
出版社：ソニー・ミュージックアーティスツ
4. 月虹-GEKKOH- Backtrack

## 収録アルバム
- Suite Season (#1(月虹-GEKKOH-表記),#2)
- DAynamite Mix Juice1-you know beat?-(#1,RED MONSTER MIX)